# 사카이 다다마사 (1617년)
사카이 다다마사(일본어: 酒井忠当, さかい ただまさ, 1617년 9월 4일 ~ 1660년 3월 20일)는 에도 시대 전기의 후다이 다이묘로, 데와국 쇼나이번의 제2대 번주이다.
사카이 사에몬노조 가문(酒井左衛門尉家) 종가(쇼나이 번 가문) 제4대 당주이다.

## 생애
겐나 3년(1617년) 음력 8월 5일, 쇼나이 번의 초대 번주인 사카이 다다카쓰의 맏아들로 태어났다. 번주직을 계승하기 3년 전인 쇼호 3년(1646년), 숙부인 사카이 다다시게(酒井忠重)가 자신의 아들 다다히로(忠広)를 쇼나이 번의 후계자로 삼기 위해 다다마사를 폐적시키려는 사카이 나가토노카미 사건(酒井長門守一件)이 발생했다. 이 사건으로 가로 고리키 기헤이(高力喜兵衛) 등이 추방되었고 다다마사도 폐적 직전까지 몰렸으나, 그 전에 아버지 다다카쓰가 사망하면서, 로주이자 다다마사의 장인인 마쓰다이라 노부쓰나의 판정에 따라 무사히 번주직을 계승할 수 있었다.
이듬해의 쇼호 4년(1647년) 12월 11일에 가문을 승계한 다다마사는 조오 2년(1653년)에 다다시게에게 2만 냥을 보내고 의절하였다. 그리고 동생인 사카이 다다쓰네에게 마쓰야마 2만 석 영지를, 또다른 동생 사카이 다다토키에게 오야마 1만 석 영지를 나눠주었다.
만지 3년(1660년) 2월 9일, 쇼나이에서 44세의 나이로 사망하였다. 맏아들 다다요시가 그 뒤를 이었다.
| 전임 사카이 다다카쓰 | 제2대 쇼나이번 번주 1647년 ~ 1660년 | 후임 사카이 다다요시 |